# Station Croix-L'Allumette
Station Croix-L'Allumette is een spoorwegstation in de Franse gemeente Croix.

## Treindienst
| Serie      | Treinsoort       | Route                                                   | Bijzonderheden              |
| ---------- | ---------------- | ------------------------------------------------------- | --------------------------- |
| K 80 IC 04 | Intercity (NMBS) | Kortrijk – Roubaix – Croix-L'Allumette – Lille-Flandres | Vleugeltrein van serie 700. |

Fives ·
(Lille-Flandres) ·
Croix-Wasquehal ·
Croix-L'Allumette ·
Roubaix ·
Tourcoing ·
Tourcoing-Frontière ·
Moeskroen